# Cantone di Allonnes (Maine e Loira)
Il Cantone di Allonnes è una divisione amministrativa soppressa dell'arrondissement di Saumur.
A seguito della riforma approvata con decreto del 24 febbraio 2014, che ha avuto attuazione dopo le elezioni dipartimentali del 2015, dall'aprile 2015 tutti i suoi 7 comuni sono stati accorpati al Cantone di Longué-Jumelles.
Comprendeva i comuni di:
- Allonnes
- Brain-sur-Allonnes
- La Breille-les-Pins
- Neuillé
- Varennes-sur-Loire
- Villebernier
- Vivy